# Luisa Cervera
Luisa Cervera, född 4 juni 1964 i Lima, är en peruansk före detta volleybollspelare.
Cervera blev olympisk silvermedaljör i volleyboll vid sommarspelen 1988 i Seoul.

## Klubbar[2]
| År                  | Klubb                           |
| ------------------- | ------------------------------- |
| 1988/1989           | Nike Volley San Cataldo         |
| 1989/1990           | Libertas Caltagirone            |
| 1991/1992           | Molise Dati Campobasso          |
| 1992/1993           | Figurella Firenze               |
| 1993/1994           | Aster Roma                      |
| 1994/1995           | Figurella Firenze               |
| 1995/1996           | Polisportiva Amazzoni Agrigento |
| 1996/1997-1997/1998 | CSI Clai Imola                  |